# Виркены
Виркены (латыш. Virķēni) — населённый пункт в Руйиенском крае Латвии. Входит в состав Вилпулкской волости. Находится у региональной автодороги P21 (Руйиена — Мазсалаца). По данным на 2015 год, в населённом пункте проживало 103 человека.

## История
Населённый пункт образовался у бывшего поместья Виркены (Вюркен).
В советское время населённый пункт входил в состав Вилпулкского сельсовета Валмиерского района. В селе располагалось Руйиенское городское профессионально-техническое училище № 5. Рядом находилась платформа Виркены железнодорожной линии Скулте — Пярну (демонтирована в 2007 году).